# Leiòtrix de Sumatra
El leiòtrix de Sumatra (Leiothrix laurinae) és un ocell de la família dels leiotríquids (Leiothrichidae) endèmic de l'illa de Sumatra. El seu estat de conservació es considera en perill d'extinció.
Segons el Handook of the Birds of the World i la quarta versió de la BirdLife International Checklist of the birds of the world (Desembre 2019), aquest tàxon tindria la categoria d'espècie. Tanmateix, altres obres taxonòmiques, com la llista mundial d'ocells del Congrés Ornitològic Internacional (versió 10.1, gener 2020), el consideren encara una subespècie del leiòtrix galtaargentat (Leiothrix argentauris laurinae).